# Riječki ženski rally
Riječki ženski rally, hrvatsko automobilističko natjecanje, vrste rally. Održavao se svake godine od 1971. do 1999. godine. Prvi je održan u čast Dana žena 7. ožujka 1971. godine. Za natjecanje se prijavilo 60 vozačica.  Natjecale su se u trima klasama: do 850 ccm, do 1250 ccm i preko 1250 ccm. Start je bio na Preluku. Inga Kren je pobijedila u klasi do 850 ccm, Radmila Valković u klasi do 1250 ccm i u klasi preko 1250 ccm Vesna Grgurina. Noć prije 15. izdanja održala se prateća manifestacija Bal amazonki.Godine 1996. bila je 50. obljetnica postojanja AK Rijeka. Te je godine bilo jubilarno 25. izdanje rallyja održano pod motom 50 sati rallyja, jer je rally imao prateći poseban program čiji se sadržaj mijenjao iz sata u sat. Posljednje izdanje bilo je 1999. godine, posljednje godine kad su se u Hrvatskoj kao samostalna disciplina održavala ženska rally natjecanja. 28. rally bio je posljednji.